# نيلستن

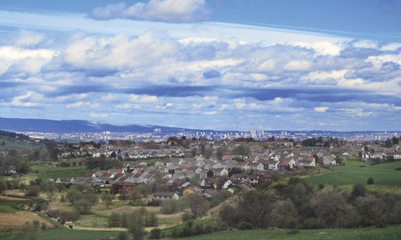
منظر عام للقرية

نيلستن قرية صغيرة في غرب اسكتلندا في المناطق المنخفضة المركزية، وهي قرية نائمة عدد سكانها يزيد قليلا عن خمسة آلاف.